# Геє
Геє (швед. Höje å) — мала річка на півдні Швеції, у лені Сконе. Довжина річки становить 35-45 км (залежно від визначення розташування витоків), площа басейну — 316 км², середньорічний стік — 2-5 м³/с.

## Географія
Витоком річки визначено озеро Гекебергешен (швед. Häckebergasjön), що лежить на висоті 49,2 м над рівнем моря й має площу 0,759 км², середню глибину 2 м, максимальну глибину — 3,5 м. Довжина річки від озера Гекебергешен становить 35 км, якщо визначати витік вище цього озера, то довжина річки становить 45 км. Річка протікає у північно-західному напрямку, впадає у бухту Ломмабуктен (швед. Lommabukten) протоки Ересунн. Біля гирла річки лежить містечко Ломма.
Більшу частину площі басейну річки Геє — близько 62 % — займають сільськогосподарські угіддя, 12 % займають ліси, 11 % — міські райони і 13 % — інші рівнинні території.
У річці водяться щонайменше 19 видів риб: окунь звичайний, лящ, мінога Lampetra planeri, мересниця річкова, йорж звичайний, слиж європейський, вівсянка, щука звичайна, в'язь, короп звичайний, верховодка звичайна, плітка звичайна, пструг райдужний, річкова камбала балтійська, колючка дев'ятиголкова, колючка триголкова, лин, вугор європейський, пструг струмковий. Рівень розповсюдженності риб є різним для різних видів.